# Cynoscion othonopterus
Cynoscion othonopterus är en fiskart som beskrevs av Jordan och Gilbert 1882. Cynoscion othonopterus ingår i släktet Cynoscion och familjen havsgösfiskar. IUCN kategoriserar arten globalt som sårbar. Inga underarter finns listade i Catalogue of Life.